# Get Up
«Get Up» és el setzè senzill de la banda estatunidenca R.E.M., el quart i darrer extret de l'àlbum Green, però només als Estats Units.
Michael Stipe va compondre la cançó pensant en Mike Mills, ja que durant les sessions d'enregistrament de l'àlbum anava a dormir tard, i així és com el despertaria per tornar a treballar. Tanmateix, Mills no es va donar mai per al·ludit fins en un concert de finals dels 1990, quan Stipe va presentar la cançó explicant que parlava de Mills.
El videoclip de la cançó va ser creat pel cineasta Eric Darnell, que en aquell moment era recent graduat del programa d'animació experimental CalArts.

## Llista de cançons
| Núm.          | Títol                                                        | Durada |
| ------------- | ------------------------------------------------------------ | ------ |
| 1.            | «Get Up» (Bill Berry, Peter Buck, Mike Mills, Michael Stipe) | 2:35   |
| 2.            | «Funtime» (David Bowie, Iggy Pop)                            | 2:14   |
| Durada total: | Durada total:                                                | 4:49   |